# Valdštejnská alej

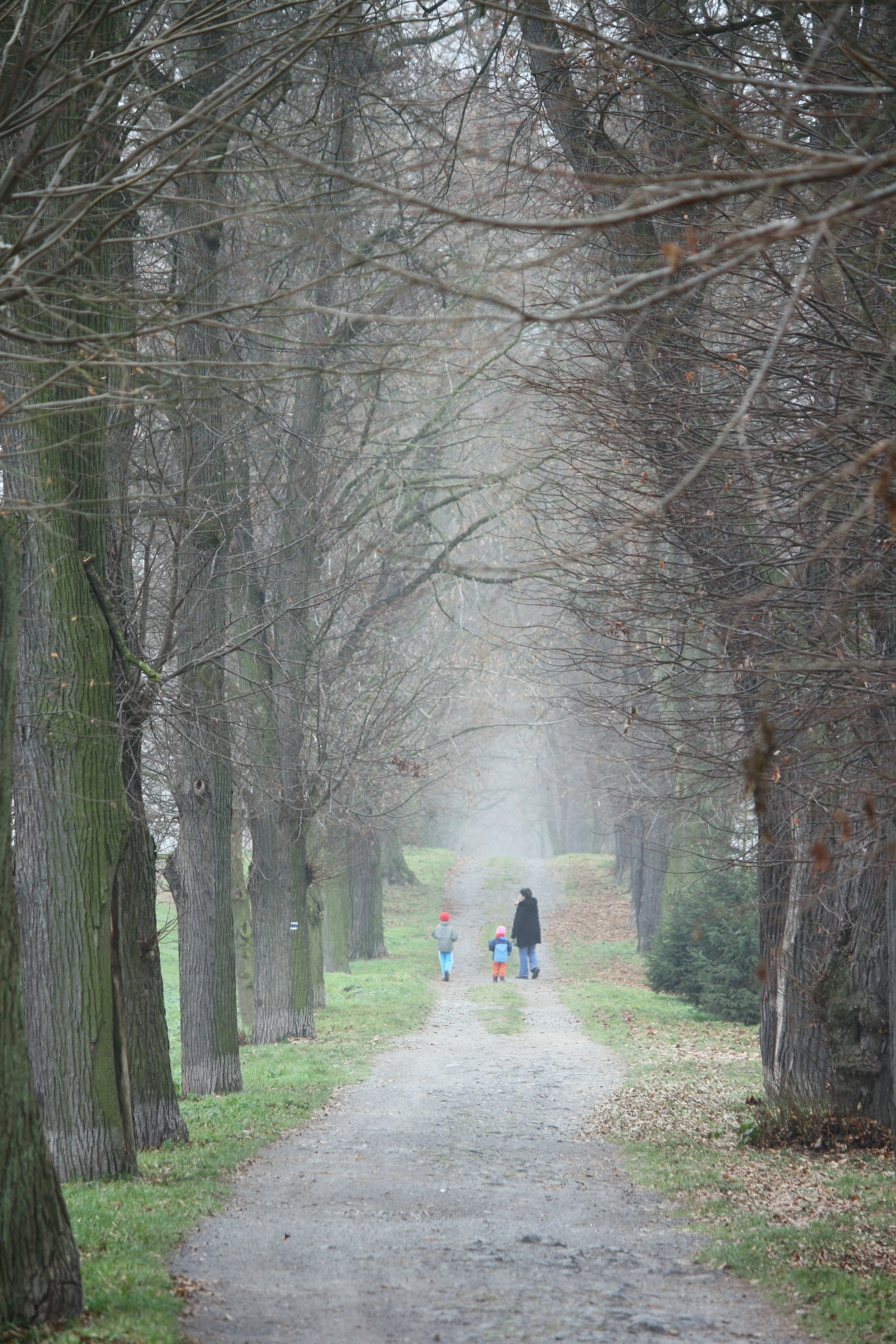
Valdštejnská alej v roce 2011

Valdštejnská alej vede od zámku v Zahrádkách směrem na jih k Novozámecké bažantnici a Žižkovu vrchu se zámkem Vítkovcem (Vřískem). Podle tradice bylo stromořadí založeno v 17. století z popudu Albrechta z Valdštejna. Lipová alej v délce téměř dva kilometry je trvale udržovaná.

## Historie aleje
Když Albrecht z Valdštejna získal Nový zámek (Neuschloss, později nazývaný Zámek Zahrádky) jako konfiskát nedlouho po bitvě na Bílé Hoře, nechal zámek přestavět, vysadit park a dlouhou lipovou alej. Některými autory (Daniel 2006) je uváděna existence aleje již v roce 1622. V aleji se vyskytují stromy různého stáří, věk nejstarších asi 20 lip je odhadován na 250 let.

## Vyhlášení přírodní památky

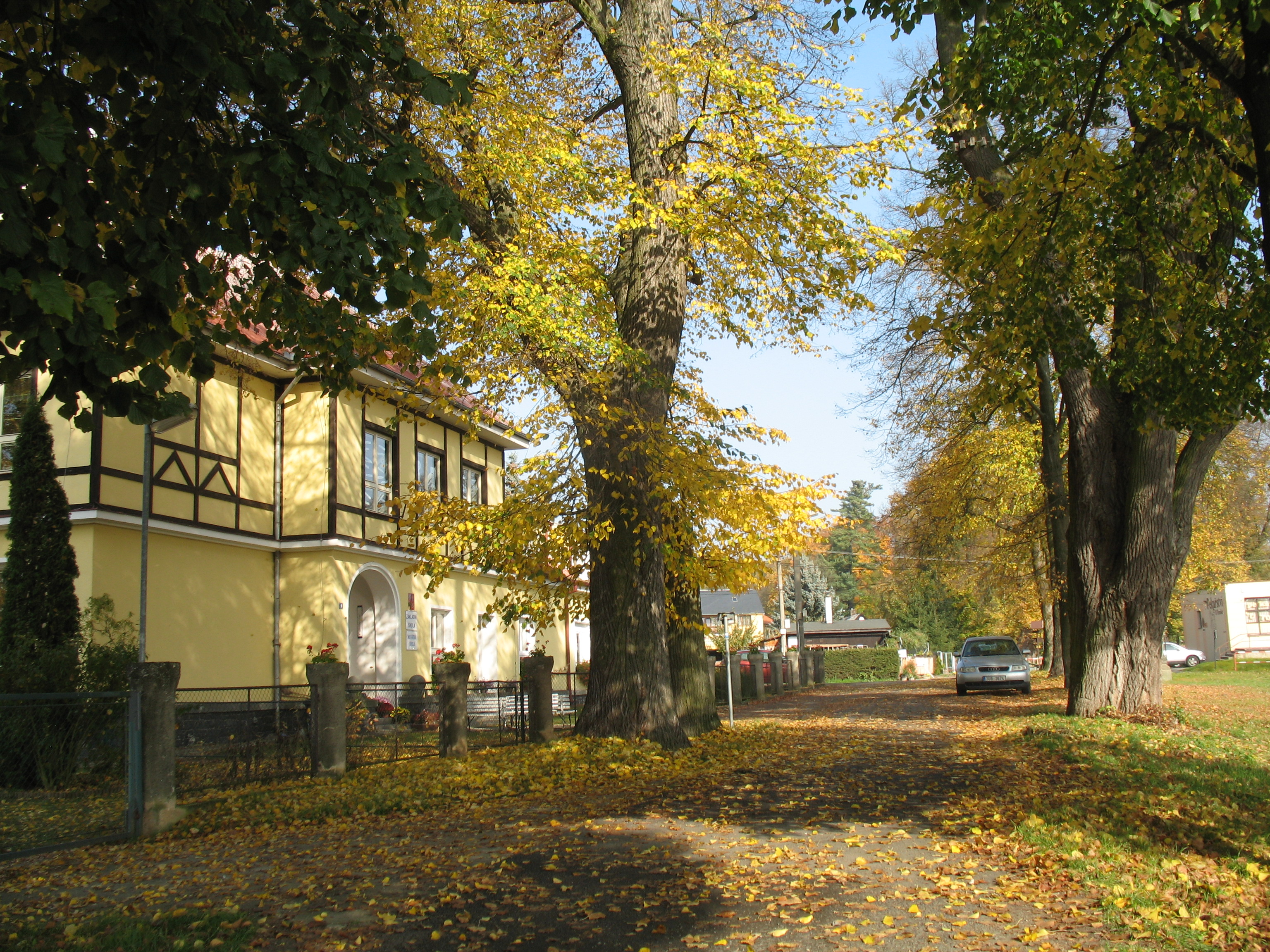
Začátek aleje v Zahrádkách, vlevo budova místní základní školy

V roce 2012 byla zřízena Evropsky významná lokalita Natura 2000 Zahrádky u České Lípy. Lokalita zahrnuje jednak zámecký park a také alej. Byla označena kódem 5775. V roce 2013 byla vyhlášena novou přírodní památkou Libereckého kraje pod označením Zahrádky u České Lípy.  Důvodem byla ochrana brouka páchníka hnědého, který se vyskytuje v dutinách stromů s množstvím trouchnivějícího dřeva. 
S využitím dotace z Operačního programu Životní prostředí byla alej v roce 2014 ošetřena. U 215 stromů byl proveden zdravotní řez, k mnoha mohutným stromům byla instalována bezpečnostní vazba. Náklady 1,04 milionů korun se podařilo z větší části pokrýt dotací.

## Popis trasy
Alej spojuje zámek s Novozámeckou bažantnicí. Na modře pásovými značkami KČT vyznačené trase je starý Barbořin kamenný most z roku 1836 (památkově chráněn od roku 1958), na němž stávaly barokní sochy sv. Barbory a sv. Jana Nepomuckého. Sochy byly kvůli havarijnímu stavu mostu přemístěny do zámeckého parku v Zahrádkách. Před Barbořiným mostem na odbočce u zaniklé cesty ke kostelu sv. Barbory stával v minulosti hostinec Lindenschänke. Turistická trasa pak pokračuje dál kolem rybníka Velká Komora, sádek a skalní tvrze Jiljov až do  městyse Holany.